# Franse Senaatsverkiezingen 1968
De Franse Senaatsverkiezingen van 1968 vonden op 22 september 1968 plaats. Het was de derde keer dat een derde van de Senaat werd gekozen tijdens de Vijfde Franse Republiek.

## Verkiezingsprocedure
De Franse Senaat wordt indirect gekozen door middel van kiesmannen (grands électeurs), lokale volksvertegenwoordigers, zoals regionale-, departements-, en (soms) stadsbestuurders (w.o. burgemeesters en wethouders).

## Uitslag
| Groepering                                  | Afkorting | Zetels | Verschil | Percentage |
| ------------------------------------------- | --------- | ------ | -------- | ---------- |
| Républicains indépendants                   | RI        | 54     | 6        | 19,1 %     |
| Socialiste                                  | SOC       | 52     | 3        | 18,4%      |
| Union centriste des démocrates de progrès   | UCDP      | 47     | 9        | 16,6%      |
| Union des Démocrates pour la République     | UDR       | 36     | 6        | 12,7%      |
| Gauche Démocratique                         | GD        | 43     | 7        | 15,2%      |
| Niet-ingeschrevenen                         | NI        | 14     | 3        | 4,9%       |
| Communiste                                  | COM       | 18     | 4        | 6,4%       |
| Centre national des indépendants et paysans | CNIP      | 19     | 0        | 6,7%       |
| Totaal:                                     |           | 283    | 0        | 100,0 %    |

## Voorzitter
| Afbeelding | Persoon     | Datum van verkiezingen | Opmerking                                    |
| ---------- | ----------- | ---------------------- | -------------------------------------------- |
|            | Alain Poher | 3 oktober 1968         | nieuw gekozen Voorganger: Gaston Monnerville |